# Michelle Bachelet
Michelle Bachelet (sinh ngày 29 tháng 9 năm 1951 tại Santiago, Chile) là tổng thống Chile thứ 35 và 37, từ ngày 12 tháng 3 năm 2006 đến ngày 11 tháng 3 năm 2010, và từ ngày 11 tháng 3 năm 2014 đến ngày 11 tháng 3 năm 2018. Tháng 9 năm 2006, tạp chí Forbes chọn bà vào danh sách 100 phụ nữ quyền thế nhất thế giới, ở vị trí thứ 17 .

## Tiểu sử
Tên đầy đủ của bà là Verónica Michelle Bachelet Jeria/βeˈɾonika miˈʃɛl baʃˈle ˈçeɾja/. Cha bà là từng làm tướng không quân dưới thời Tổng thống Salvador Allende. Cuộc sống yên bình của gia đình bà nói riêng và của toàn xã hội Chile nói chung bị đảo lộn sau cuộc đảo chính đẫm máu của Augusto Pinochet. Kết quả của sự kiện này là Allende bị bắn chết, còn Pinochet lên làm tổng thống, hiến pháp bị huỷ bỏ, quốc hội bị giải tán, nhiều đảng phái chính trị bị đàn áp, hơn 130.000 người bị bắt giữ, giam cầm và tra tấn, hàng nghìn người bị xử tử. Khi đó, Michelle Bachelet đang là sinh viên ngành y trường Đại học Chile cũng phải chịu nhiều đau đớn, mất mát. Cả gia đình bị bắt giữ và tra tấn, trong đó cha bà chết năm 1974. Bạn trai của bà là Jamie Lopez cũng bị sát hại. Năm 1975, bà và mẹ bà sang Úc rồi Cộng hoà Dân chủ Đức lánh nạn. Tại đây, bà theo học trường Đại học Berlin và lập gia đình với kiến trúc sư Jorge Dávalos.
Năm 1979, gia đình bà trở về Chile. Bà tiếp tục học ở Đại học Chile và tham gia các tổ chức phi chính phủ. Năm 1984, bà ly thân với chồng. Hai người có với nhau 2 người con: Sebastián (1978) và Francisca (1984). Bà có người con thứ 3 với ông Aníbal Henríquez năm 1992. Bà bắt đầu tham gia chính trường Chile với các chức vụ cố vấn cho Bộ trưởng Y tế rồi Bộ trưởng Quốc phòng. Sau đó, bà lần lượt được Tổng thống Ricardo Lagos bổ nhiệm làm bộ trưởng 2 bộ trên (bộ Y tế: 11 tháng 3 năm 2000, bộ Quốc phòng: 7 tháng 1 năm 2002. Ngày 15 tháng 1 năm 2006, bà là đại diện của Đảng Xã hội Chile tham gia cuộc bầu cử tổng thống và giành thắng lợi với 53,5% tổng số phiếu bầu. Như vậy, bà trở thành người phụ nữ đầu tiên trở thành Bộ trưởng Quốc phòng và Tổng thống của đất nước Nam Mỹ này.
Bà là thành viên của Hội đồng Phụ nữ lãnh đạo thế giới và hội viên Câu lạc bộ Madrid.